# Upper New York Bay

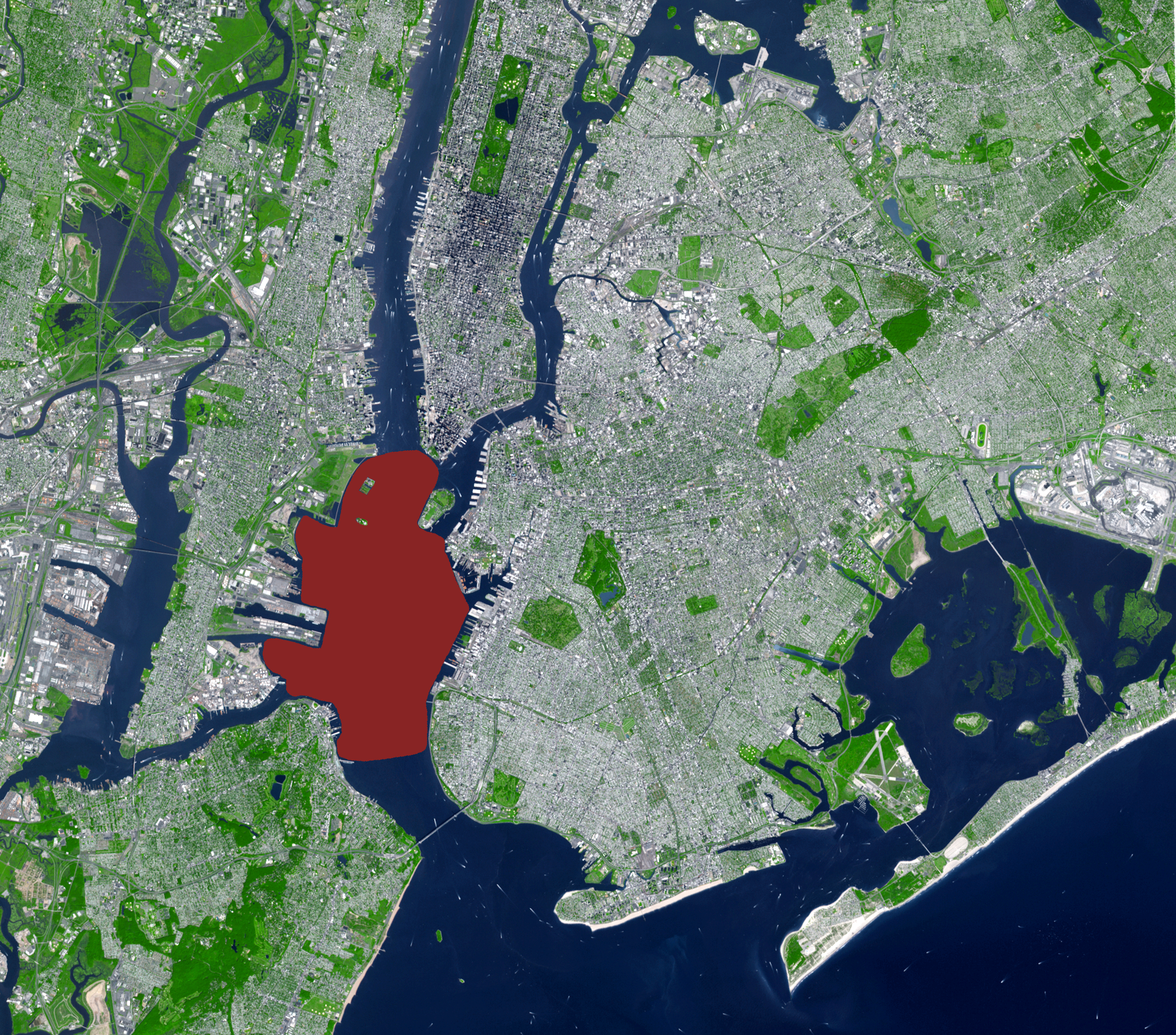
New York Harbor, med Upper New York Bay i röd färg. Upper New York Bay sammanbinds med Lower New York Bay via The Narrows. Öarna Ellis Island (norr) och Liberty Island (söder) syns i nordvästra hörnet av Upper New York Bay.

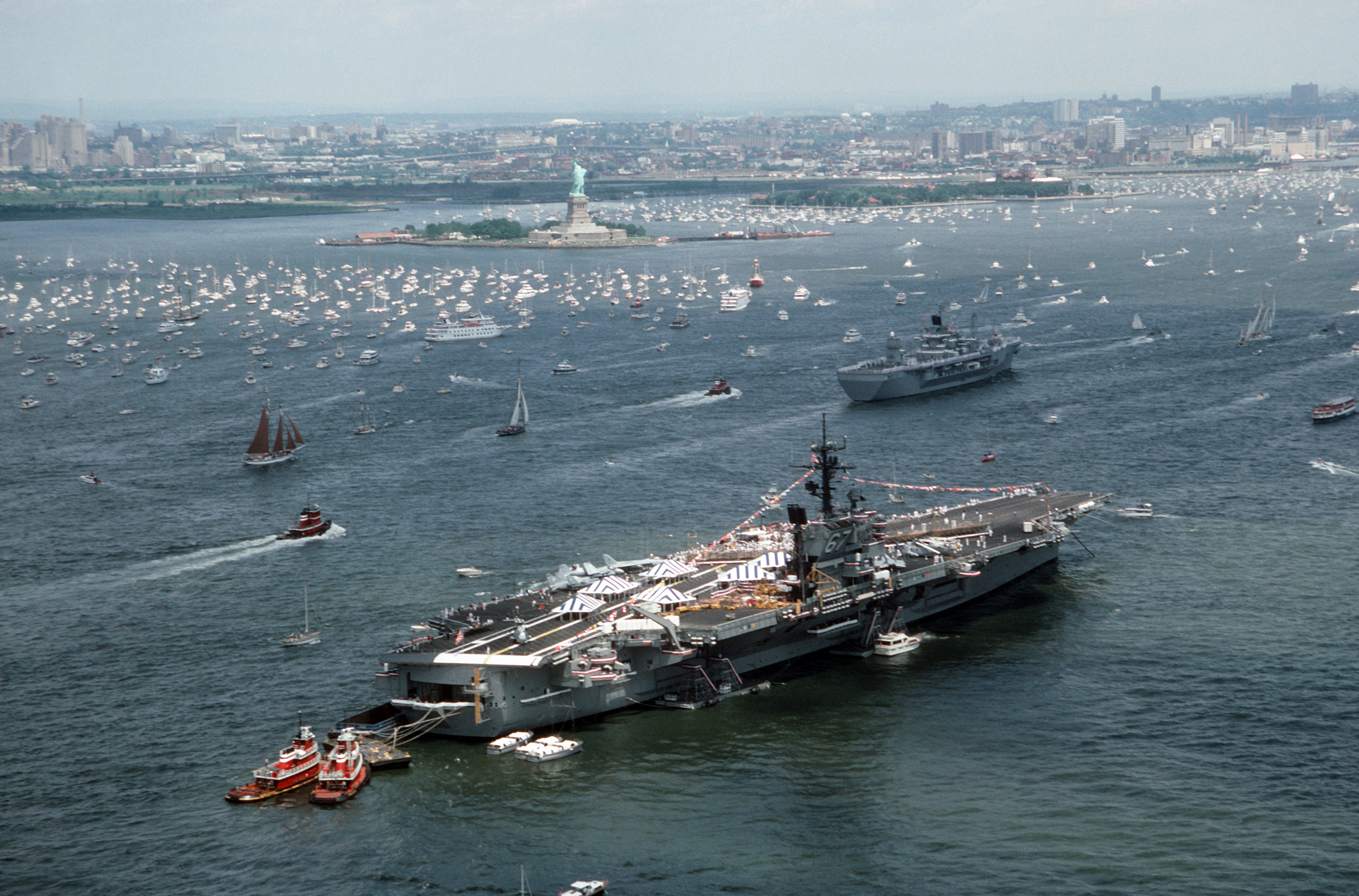
Liberty Weekend 1986.

Upper New York Bay utgör traditionellt sett "hjärtat" av Port of New York and New Jersey. Upper New York Bay omges av Manhattan, Brooklyn och Staten Island samt Hudson County-kommunerna Jersey City och Bayonne.

## Bildgalleri

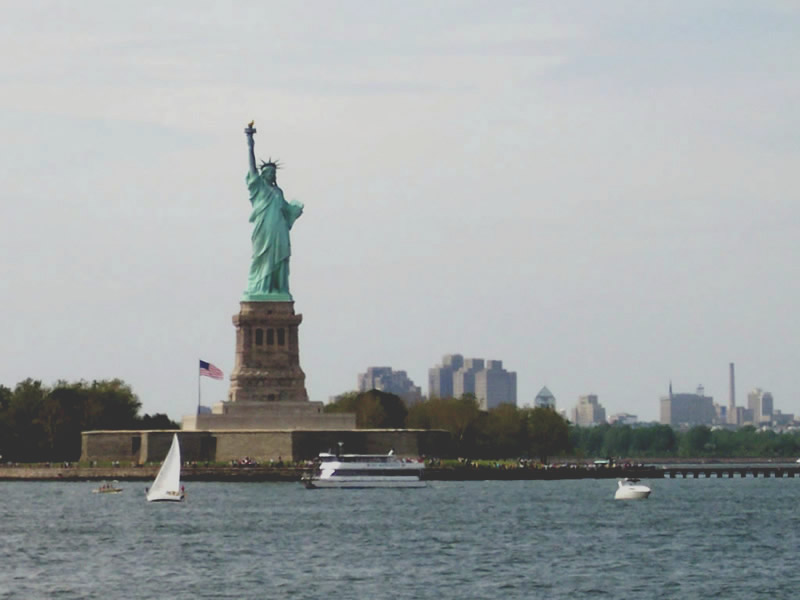
Frihetsgudinnan som den ser ut då man åker med Staten Island Ferry.
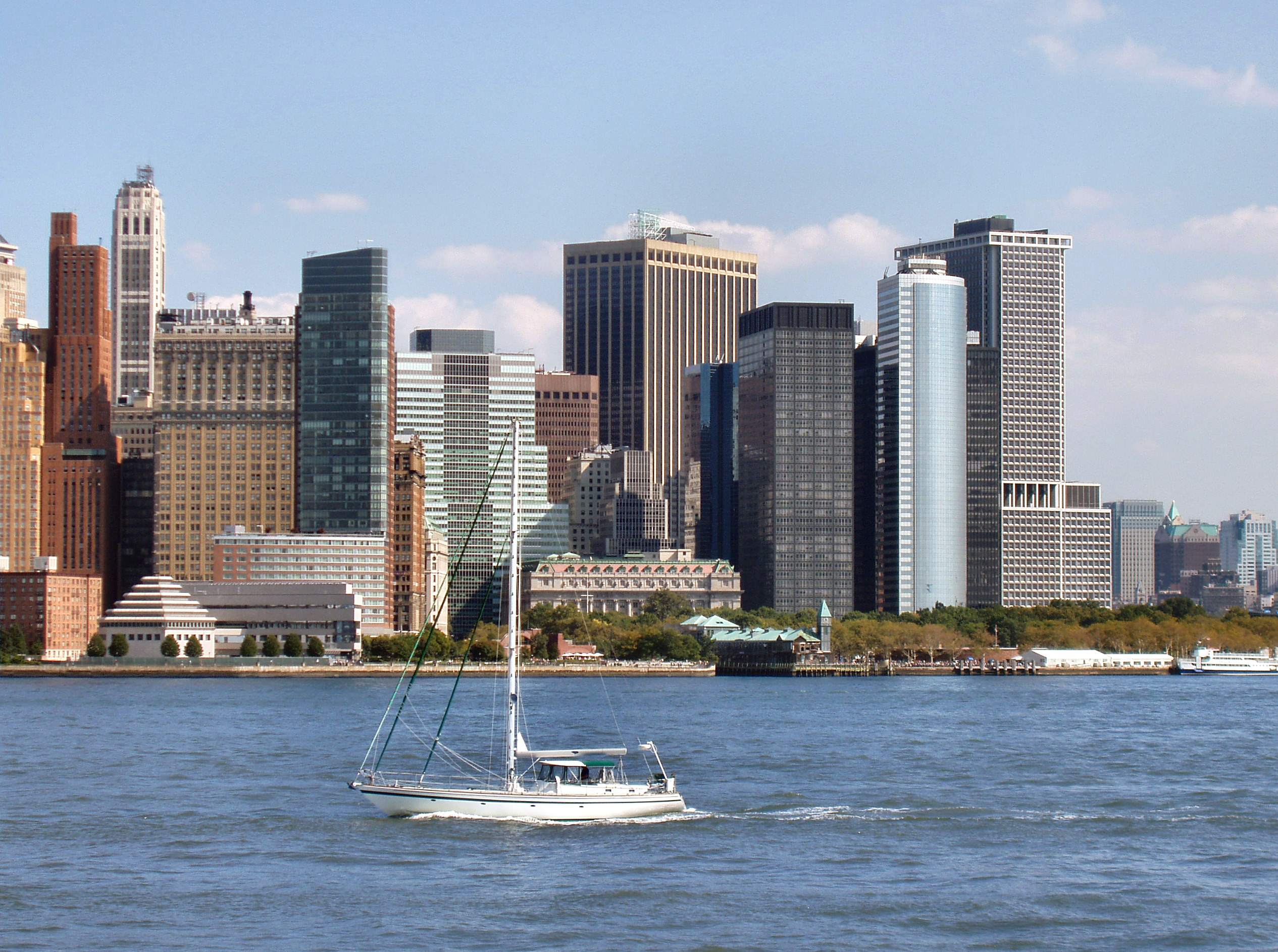
Manhattan från Liberty State Park.
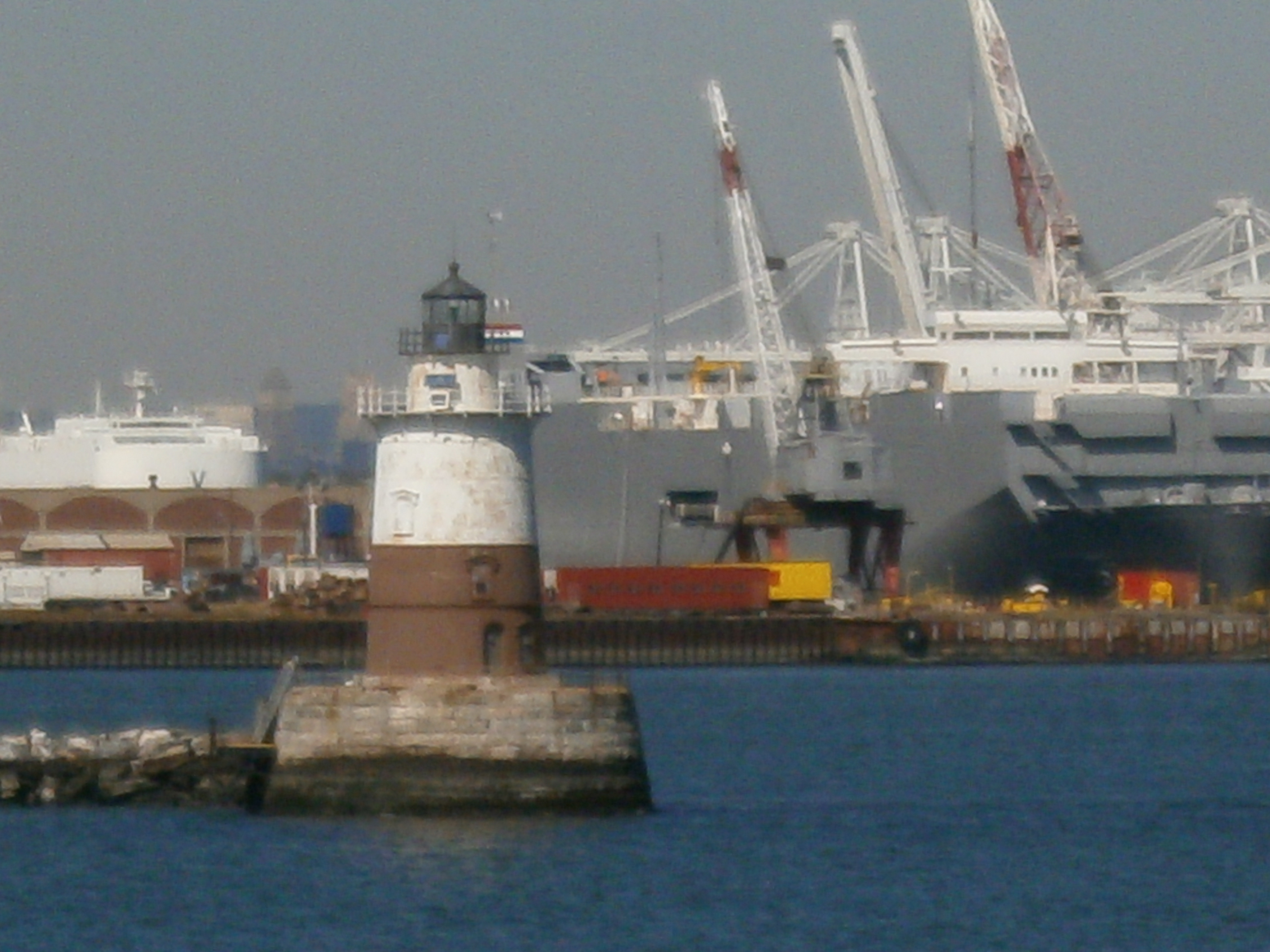
Robbins Reef Light, f.d. Military Ocean Terminal (MOTBY) och Port Jersey.

### Fotnoter
1. ↑   Hudson County New Jersey Street Map. 2008. ISBN 0-88097-763-9